# Polnische Poolbillard-Meisterschaft 1997
Die polnische Poolbillard-Meisterschaft 1997 war die sechste Austragung der nationalen Meisterschaft in der Billardvariante Poolbillard. Ausgespielt wurden die Disziplinen 8-Ball, 9-Ball und 14/1 endlos. Die Wettbewerbe der Damen fanden vom 29. bis 31. August 1997 in Białystok statt, die Herren-Wettbewerbe vom 20. bis 23. November 1997 in Posen.

## Medaillengewinner
| Disziplin            | Gold                                   | Silber                             | Bronze                                | Bronze                                |
| -------------------- | -------------------------------------- | ---------------------------------- | ------------------------------------- | ------------------------------------- |
| Herren – 8-Ball      | Krzysztof Gastman (Magnum Warszawa)    | Mariusz Roter (Bankrut Sosnowiec)  | Karol Augustynowicz (Elida Białystok) | Grzegorz Kowalczyk (Gestor Myślenice) |
| Herren – 9-Ball      | Michał Marcinkiewicz (Magnum Warszawa) | Radosław Babica (Dana Poznań)      | Karol Augustynowicz (Elida Białystok) | Michał Berkec (Dana Poznań)           |
| Herren – 14/1 endlos | Karol Augustynowicz (Elida Białystok)  | Mariusz Roter (Bankrut Sosnowiec)  | Radosław Babica (Dana Poznań)         | Paweł Kampiński (Enigma Toruń)        |
| Damen – 8-Ball       | Ewa Kotowska (Warschau)                | Grażyna Gronowska (Ikar Bydgoszcz) | Agnieszka Mulczyńska (Bydgoszcz)      | Katarzyna Zmierczak (Skala Grudziądz) |
| Damen – 9-Ball       | Izabela Łącka (Tivoli Częstochowa)     | Grażyna Gronowska (Ikar Bydgoszcz) | Katarzyna Zmierczak (Skala Grudziądz) | Beata Chmielińska (Skala Grudziądz)   |
| Damen – 14/1 endlos  | Katarzyna Zmierczak (Skala Grudziądz)  | Grażyna Gronowska (Ikar Bydgoszcz) | Eliza Kulikowska (Elida Białystok)    | Ewa Kotowska (Warschau)               |